# حزب کمونیست متحد ترکیه
حزب کمونیست متحد ترکیه یا ت.ب.ک.پ (به ترکی: Türkiye Birleşik Komünist Partisi, TBKP) یک حزب سیاسی کمونیستی بود که در کشور ترکیه فعالیت می‌کرد. این حزب در سال ۱۹۸۷ از ادغام حزب کمونیست ترکیه و حزب کارگران ترکیه تشکیل شد و تا سال ۱۹۹۱ فعالیت کرد و سپس جای خود را به حزب همبستگی سوسیالیستی داد.

## تاریخچه
رهبری حزب کمونیست ترکیه و حزب کارگران ترکیه که هر دو در ترکیه غیرقانونی اعلام شده‌بودند در سال ۱۹۸۷ اعلام کردند که تصمیم گرفته‌اند با ادغام در یکدیگر حزب جدیدی به نام حزب کمونیست متحد ترکیه را تأسیس کنند. بدین منظور یاشار نبی یاغچی رهبر حزب کمونیست ترکیه و بهیجه بوران رهبر حزب کارگر ترکیه در ۶ اکتبر ۱۹۸۷ در بروکس با یکدیگر دیدار کردند و تأسیس حزب کمونیست متحد ترکیه را اعلام کردند. با این وجود بهیجه بوران تنها چهار روز بعد از این دیدار درگذشت، به همین دلیل نیهات سارگین جایگزین او شد.
نیهات سارگین و یاشار نبی یاغچی (حیدر کوتلو) علیرغم مادۀ ۱۴۱ و ۱۴۲ قانون جزایی ترکیه که هرگونه فعالیت کمونیستی را در این کشور ممنوع اعلام کرده‌بود، تصمیم گرفتند از تبعید در اروپا به ترکیه بازگردند و اعلام کردند که قصد دارند این حزب را به عنوان حزبی قانونی تأسیس کنند. سارگین و نبی یاغچی در ۱۱ نوامبر ۱۹۸۷ با همراهی گروهی از روزنامه‌نگاران و نمایندگان مجلس اروپا به انکارا رسیدند،‌اما به محض پیاده شدن از هواپیما به دستور سران حکومت نظامی دستگیر و زندانی شدند. در سال ۱۹۸۸ اعلام شد که ادغام این دو حزب انجام شده و حزب کمونیست متحد ترکیه در کنگره‌ای مخفی به عنوان حزبی جدید تأسیس شده‌است.
در سال ۱۹۸۸ چندین عضو رهبری حزب کمونیست متحد ترکیه هویت خود را به عنوان رهبران و اعضای این حزب افشا ساختند و اعلام کردند که این حزب قصد دارد به صورت قانونی فعالیت کند. سال ۱۹۹۰ سارگین و یاغچی پس از یک اعتصاب غذای ۱۹ روزه با مطالبۀ آزادی و حق فعالیت قانونی از زندان آزاد شدند. سارگین، نبی یاغچی و طرفدارانشان در نهایت حزب کمونیست متحد ترکیه را در همان سال به عنوان یک حزب سیاسی رسمی راه‌اندازی کردند. نیهات سارگین به عنوان رهبری این حزب جدید و نبی یاغچی به عنوان دبیر کل آن انتخاب شدند. با این وجود دادگاه قانون اساسی در سال ۱۹۹۱ این حزب را ممنوع‌الفعالیت اعلام کرد و سارگین و یاغچی نیز از حق فعالیت سیاسی در هر حزب دیگری منع شدند. در پی شکایت حزب کمونیست متحد ترکیه به دادگاه حقوق بشر اروپا، پروندۀ حزب مورد بررسی قرار گرفت و دادگاه اعلام کرد که این ممنوعیت نقض کنوانسیون حفاظت از حقوق بشر و آزادی‌های بنیادی به شمار می‌رود.

حزب کمونیست متحد ترکیه قبل از آنکه دادگاه به صورت رسمی فعالیت حزب را منع کند، در سال ۱۹۹۱ کنگره‌ای قانونی برگزار کرد که نخستین کنگرۀ یک حزب کمونیست در تاریخ ترکیه بود که به صورت قانونی برگزار می‌شد. در این کنگره این تصمیم با اکثریت آرا مورد پذیرش قرار گرفت که فراخوانی مبنی بر پیوستن همۀ اعضای حزب به فرآیند تشکیل یک حزب سوسیالیستی با پایگاه گسترده با مشارکت دیگر گروه‌ها و افراد سوسیالیست تحت عنوان حزب همبستگی سوسیالیستی (س.ب.پ) اعلام شود. حزب همبستگی سوسیالیستی در سال ۱۹۹۱ تأسیس شد در سال‌های بعد با مشارکت گروه‌های چپ باقی‌ماندۀ دیگر به حزب سوسیالیست متحد تغییر پیدا کرد. این حزب نیز در نهایت با کادرهای سابق حزب راه انقلابی ادغام شد و حزب آزادی و همبستگی را شکل داد.